# Picea maximowiczii
Picea maximowiczii är en tallväxtart som beskrevs av Eduard August von Regel och Maxwell Tylden Masters. Picea maximowiczii ingår i släktet granar, och familjen tallväxter. IUCN kategoriserar arten globalt som sårbar.

## Underarter
Arten delas in i följande underarter:
- P. m. maximowiczii
- P. m. senanensis